# Caiophora
Caiophora es un género  de plantas fanerógamas perteneciente a la familia Loasaceae.
Comprende 89 especies descritas y de estas, solo 43 aceptadas.

## Taxonomía
El género fue descrito por Karel Presl y publicado en Reliquiae Haenkeanae 2: 41. 1831. La especie tipo es: Caiophora contorta (Desr.) C. Presl. 

## Especies aceptadas
A continuación se brinda un listado de las especies del género Caiophora aceptadas hasta septiembre de 2014, ordenadas alfabéticamente. Para cada una se indica el nombre binomial seguido del autor, abreviado según las convenciones y usos.	
| - Caiophora aconquijae - Caiophora andina - Caiophora arechavaletae - Caiophora boliviana - Caiophora buraeavi - Caiophora canarinoides - Caiophora carduifolia - Caiophora cernua - Caiophora chuquisacana - Caiophora chuquitensis - Caiophora cirsiifolia - Caiophora clavata - Caiophora contorta - Caiophora coronata - Caiophora dederichiorum - Caiophora deserticola - Caiophora dumetorum - Caiophora grandiflora - Caiophora hibiscifolia | - Caiophora kuntzei - Caiophora lateritia - Caiophora macrantha - Caiophora madrequisa - Caiophora mollis - Caiophora nivalis - Caiophora pedicularifolia - Caiophora peduncularis - Caiophora pentlandii - Caiophora pterosperma - Caiophora pulchella - Caiophora rosulata - Caiophora rusbyana - Caiophora scabra - Caiophora scarlatina - Caiophora smithii - Caiophora stenocarpa - Caiophora tenuis - Caiophora vargasii |